# Ettore Puricelli
Ettore Puricelli, właśc. Héctor Puricelli (ur. 15 września 1916 roku w Montevideo, zm. 14 maja 2001 w Rzymie) – włosko-urugwajski piłkarz występujący na pozycji napastnika oraz trener piłkarski.

## Kariera klubowa
Ettore Puricelli był wychowankiem klubu Liverpool Montevideo. Zawodową karierę rozpoczynał jednak w innym zespole ze stolicy Urugwaju – Central Español w 1933 roku. W 1938 roku Puricelli przeprowadził się do Włoch, gdzie został zawodnikiem Bologny. W sezonie 1938/1939 razem z nową drużyną wywalczył mistrzostwo kraju i z 19 golami na koncie wspólnie z Aldo Boffim został królem strzelców rozgrywek. Oba te sukcesy Puricelli powtórzył w sezonie 1940/1941, w którym tytuł najlepszego strzelca zdobył dzięki strzeleniu 22 bramek. Przez sześć lat gry w barwach Bologny piłkarz wystąpił w 139 ligowych pojedynkach i zdobył 86 goli. Po zakończeniu okrojonych mistrzostw wojennych w 1944 roku odszedł z klubu.
W 1945 roku Puricelli został zawodnikiem AC Milan. W sezonie 1945/1946 zajął z nim trzecie miejsce w rozgrywkach o mistrzostwo Włoch i razem z Aredio Gimoną był najlepszym strzelcem "Rossonerich". W sezonie 1946/1947 Milan w Serie A uplasował się na czwartej pozycji, a Puricelli z 21 golami na koncie zajął drugie miejsce w klasyfikacji najlepszych strzelców za Valentino Mazzolą. Podczas rozgrywek 1947/1948 tytuł mistrza Włoch po raz trzeci z rzędu zdobyło Torino FC, natomiast Milan w końcowej tabeli uplasował się na drugiej lokacie. Puricelli zdobywając 17 goli ponownie okazał się najlepszym strzelcem swojej drużyny. W sezonie 1948/1949 włosko-urugwajski zawodnik rozegrał tylko 11 ligowych meczów i uzyskał dwa trafienia. Milan w tabeli Serie A zajął trzecie miejsce za Torino oraz Interem Mediolan.
W 1949 roku Puricelli odszedł do klubu AC Legnano. W sezonie 1949/1950 uplasował się na trzeciej pozycji w Serie B i zdobył 21 bramek w 33 występach. W sezonie 1950/1951 rozegrał tylko pięć ligowych spotkań i strzelił cztery gole. W 1951 roku Puricelli zakończył piłkarską karierę.

## Kariera reprezentacyjna
12 listopada 1939 roku Puricelli wystąpił w rozegranym w Zurychu meczu reprezentacji Włoch ze Szwajcarią. Spotkanie zakończyło się zwycięstwem gospodarzy 3:1, a włosko-urugwajski napastnik strzelił honorowego gola dla swojego zespołu. Był to jedyny występ Puricelliego w reprezentacji Włoch, w reprezentacji Urugwaju nie rozegrał ani jednego meczu.

## Kariera trenerska
W 1954 roku Puricelli został trenerem AC Milan i w sezonie 1954/1955 zdobył z nim tytuł mistrza Włoch. Kolejny sukces z drużyną „Rossonerich” odniósł w 1956 roku, kiedy to Milan wywalczył Puchar Łaciński pokonując w finałowym spotkaniu 2:1 Atlético Bilbao.
W sezonie 1956/1957 Puricelli prowadził US Palermo, który pod jego wodzą zajął ostatnie miejsce w Serie A i spadł do drugiej ligi. W 1959 roku wyjechał do Portugalii, gdzie wspólnie z Ferdinandem Daučíkiem w sezonie 1959/1960 był trenerem FC Porto.
W 1960 roku Puricelli powrócił do Włoch. Był szkoleniowcem kolejno takich klubów jak Salernitana Calcio, AS Varese, Atalanta BC, US Alessandria Calcio, Cagliari Calcio, Lanerossi Vicenza, US Foggia, ponownie Lanerossi Vicenza oraz FB Brindisi, jednak z żadnym z nich nie odnosił sukcesów. W latach 1976–1978 ponownie prowadził zespół US Foggia.
W trakcie rozgrywek Serie B 1978/1979 Puricelli zastąpił na stanowisku trenera Genoi Pietro Maroso, jednak jeszcze przed zakończeniem sezonu został zmieniony przez Gianniego Bui. W latach 1980–1982 oraz 1983–1984 Puricelli po raz kolejny pełnił rolę szkoleniowca zespołu US Foggia.